# ميراي عقيقي محفوظ
ميراي عقيقي محفوظ هي مذيعة لبنانية تقدّم نشرات لأخبار في قناة المؤسسة اللبنانية للإرسال أل بي سي. 
تلقت علومها المدرسية في معهد الرسل ومدرسة السيدة، ونالت اجازة في الحقوق من الجامعة اللبنانية كلية الحقوق والعلوم السياسية والإدارية.عملت في حقل المحاماة إلى ان انتقلت إلى حقل الاعلام وعملت مذيعة ومقدمة برامج في تلفزيون تيلي لوميار وبعدها انتقلت إلى محطة أ ن بي ANB حيث قدمت نشرات الأخبار العربية والدولية كما قامت بتقديم البرامج الخاصة بالمجلات العربية العراقية والمغرب العربي وشاركت في اعداد وتقديم فقرات الحوارات السياسية. قدّمت ندوات ثقافية وشعرية في كلٍ من جامعة الروح القدس الكسليك والجامعة الأميركية في بيروت، كما وقدّمت حفلاً ضخماً للنجمة العالمية «إيلين سيغارا» في البيال في بيروت.